# Соглашение об ассоциации с Европейским союзом
Соглашение об ассоциации с Европейским союзом — это соглашение между Европейским союзом (ЕС) и государством, не являющимся членом ЕС, которое создаёт рамки для сотрудничества между сторонами. Области сотрудничества обычно затрагивают развитие политических, торговых, социальных, культурных связей и укрепление безопасности. Правовая база для такого соглашения была создана статьей № 217 Договора о функционировании Европейского союза.
Предоставление соглашения об ассоциации было включено в Римский договор в ЕЭС в качестве средства обеспечения будущего сотрудничества Сообщества с Великобританией. Первыми государствами, заключившими соглашения об ассоциации с Европейским сообществом, были Греция и Турция в 1960 году.
ЕС обычно заключает соглашения об ассоциации в обмен на обязательство проведения политических, экономических, торговых или судебных реформ. В обмен на это ассоциированное государство может получить беспошлинный доступ к некоторым или всем рынкам ЕС, рынку сельскохозяйственных продуктов и т.д., а также финансовую или техническую помощь. Соглашение об ассоциации может включать в себя соглашение о свободной торговле между ЕС и третьей страной.
Соглашение об ассоциации должно быть ратифицировано всеми государствами-членами ЕС.
В новейшей истории такие соглашения были подписаны в рамках двух политик ЕС: Процесса стабилизации и ассоциации и Европейской политики соседства. Государства Балканского полуострова участвуют в первой. Вторая политика распространяется на средиземноморские государства и государства Восточной Европы (включая Южный Кавказ), соседствующие с ЕС, за исключением России, которая настаивает на создании четырёх общих пространств. Обычно глубина сотрудничества с государствами, подписавшими соглашение об ассоциации, меньше, чем с полноправными членами ЕС.

## Международные соглашения о взаимосвязи ЕС с другими государствами
Критерии международных соглашений о взаимосвязи между ЕС и другими государствами:
1. Правовой основой для заключения соглашений являются статья 217 Договора о функционировании Европейского Союза (бывшие статьи 238 и 310 Римского договора);

2. Намерение соглашения о взаимосвязи является налаживание тесного экономического и политического сотрудничества (больше, чем просто сотрудничества);

3. Создание паритарних органов для управления сотрудничеством, компетентного принимать решение из обязательств договаривающихся сторон;

4. Включения Наиболее благоприятных национальных предложений;

5. Обеспечение исключительных (привилегированных) отношений между Европейским Союзом и партнером;

6. С 1995 года положение об уважение прав человека и демократические принципы систематически включаются в договор и являются существенными ее элементами;

7. В большинстве случаев, соглашение о взаимосвязи заменяет соглашение о сотрудничестве, тем самым усугубляя отношения между партнерами.
— Европейская служба внешних дел
| Официальное название государств (объединений государств), с одной стороны                                                                             | Официальное название объединений государств, с другой стороны                      | Дата подписания                                                      | Дата вступления в силу                                               | Дата и основание потери в силу                                       |
| «'Соглашение об ассоциации (СА)»' (англ. Association Agreement (AA))                                                                                  | «'Соглашение об ассоциации (СА)»' (англ. Association Agreement (AA))               | «'Соглашение об ассоциации (СА)»' (англ. Association Agreement (AA)) | «'Соглашение об ассоциации (СА)»' (англ. Association Agreement (AA)) | «'Соглашение об ассоциации (СА)»' (англ. Association Agreement (AA)) |
| --- | ---------------------------------------------------------------------------------- | -------------------------------------------------------------------- | -------------------------------------------------------------------- | -------------------------------------------------------------------- |
| Грузия | Европейский союз, Европейское сообщество по атомной энергии и их государства-члены | 27 июня 2014                                                         | 1 июля 2016                                                          | —                                                                    |
| Республика Молдова | Европейский союз, Европейское сообщество по атомной энергии и их государства-члены | 27 июня 2014                                                         | 1 июля 2016                                                          | —                                                                    |
| Украина | Европейский союз, Европейское сообщество по атомной энергии и их государства-члены | 21 марта 2014 27 июня 2014                                           | 1 января 2016 1 сентября 2017                                        | —                                                                    |
| «'Соглашение о налаживании ассоциации (УНА)»' (англ. Agreement Establishing an Association (AEA))                                                     |                                                                                    |                                                                      |                                                                      |                                                                      |
| Королевство Греция |                                                                                    |                                                                      | 1961                                                                 | 1 января 1981 (вступление в ЕС)                                      |
| Государство Мальта | Европейское экономическое сообщество                                               | 5 декабря 1970                                                       | 1 апреля 1971                                                        | 1 мая 2004 (вступление в ЕС)                                         |
| Республика Кипр | Европейское экономическое сообщество                                               | 19 декабря 1972                                                      | 1 июня 1973                                                          | 1 мая 2004 (вступление в ЕС)                                         |
| Турецкая Республика | Европейское экономическое сообщество                                               | 12 сентября 1963                                                     | 1 декабря 1964                                                       | —                                                                    |
| Республика Чили | Европейские сообщества и ее государства-члены                                      | 18 ноября 2002                                                       | 1 марта 2005                                                         | —                                                                    |
| Центральная Америка | Европейский союз и его государства-члены                                           | 29 июня 2012                                                         | —                                                                    | —                                                                    |
| «'Европейское соглашение о налаживании ассоциации (ЕУНА)»' (англ. Europe Agreement Establishing an Association (EAEA))                                |                                                                                    |                                                                      |                                                                      |                                                                      |
| Республика Словения | Европейские сообщества и их государства-члены                                      | 10 июня 1996                                                         | 1 февраля 1999                                                       | 1 мая 2004 (вступление в ЕС)                                         |
| Литовская Республика | Европейские сообщества и их государства-члены                                      | 12 июня 1995                                                         | 1 февраля 1998                                                       | 1 мая 2004 (вступление в ЕС)                                         |
| Латвийская Республика | Европейские сообщества и их государства-члены                                      | 12 июня 1995                                                         | 1 февраля 1998                                                       | 1 мая 2004 (вступление в ЕС)                                         |
| Эстонская Республика | Европейские сообщества и их государства-члены                                      | 12 июня 1995                                                         | 1 февраля 1998                                                       | 1 мая 2004 (вступление в ЕС)                                         |
| Чешская Республика | Европейские сообщества и их государства-члены                                      | 4 октября 1993                                                       | 1 февраля 1995                                                       | 1 мая 2004 (вступление в ЕС)                                         |
| Словацкая Республика | Европейские сообщества и их государства-члены                                      | 4 октября 1993                                                       | 1 февраля 1995                                                       | 1 мая 2004 (вступление в ЕС)                                         |
| Республика Болгария | Европейские сообщества и их государства-члены                                      | 8 марта 1993                                                         | 1 февраля 1995                                                       | 1 января 2007 (вступление в ЕС)                                      |
| Республика Румыния | Европейские сообщества и их государства-члены                                      | 1 февраля 1993                                                       | 1 февраля 1995                                                       | 1 января 2007 (вступление в ЕС)                                      |
| Республика Польша | Европейские сообщества и их государства-члены                                      | 16 декабря 1991                                                      | 1 февраля 1994                                                       | 1 мая 2004 (вступление в ЕС)                                         |
| Венгерская Республика | Европейские сообщества и их государства-члены                                      | 16 декабря 1991                                                      | 1 февраля 1994                                                       | 1 мая 2004 (вступление в ЕС)                                         |
| «'Соглашение о стабилизации и ассоциации (ССА)»' (англ. Stabilisation and Association Agreement (SAA))                                                |                                                                                    |                                                                      |                                                                      |                                                                      |
| Косово | Европейский союз и Европейское сообщество по атомной энергии                       | 27 июня 2015                                                         | —                                                                    | —                                                                    |
| Босния и Герцеговина | Европейские сообщества и их государства-члены                                      | 16 июня 2008                                                         | 1 июня 2015                                                          | —                                                                    |
| Республика Сербия | Европейские сообщества и их государства-члены                                      | 29 апреля 2008                                                       | 1 сентября 2013                                                      | —                                                                    |
| Республика Черногория | Европейские сообщества и их государства-члены                                      | 15 октября 2007                                                      | 1 мая 2010                                                           | —                                                                    |
| Республика Албания | Европейские сообщества и их государства-члены                                      | 12 июня 2006                                                         | 1 апреля 2009                                                        | —                                                                    |
| Республика Хорватия | Европейские сообщества и их государства-члены                                      | 29 октября 2001                                                      | 1 февраля 2005                                                       | 1 июля 2013 (вступление в ЕС)                                        |
| Республика Северная Македония (Бывшая Югославская Республика Македония)                                                                               | Европейские сообщества и их государства-члены                                      | 9 апреля 2001                                                        | 1 апреля 2004                                                        | —                                                                    |
| «'Европейско-средиземноморское соглашение об ассоциации (ЕСУА)»' (англ. Euro-Mediterranean Association Agreement (EMAA))                              |                                                                                    |                                                                      |                                                                      |                                                                      |
| Алжирская Народная Демократическая Республика | Европейские сообщества и ее государства-члены                                      | 22 апреля 2002                                                       | 1 сентября 2005                                                      | —                                                                    |
| Арабская Республика Египет | Европейские сообщества и их государства-члены                                      | 25 июня 2001                                                         | 1 июня 2004                                                          | —                                                                    |
| «'Европейско-средиземноморское соглашение о налаживании ассоциации (ЕСНУА)»' (англ. Euro-Mediterranean Agreement Establishing an Association (EMAEA)) |                                                                                    |                                                                      |                                                                      |                                                                      |
| Ливанская Республика | Европейские сообщества и ее государства-члены                                      | 17 июня 2002                                                         | 1 апреля 2006                                                        | —                                                                    |
| Иорданское Хашимитское Королевство | Европейские сообщества и их государства-члены                                      | 24 ноября 1997                                                       | 1 мая 2002                                                           | —                                                                    |
| Государство Израиль | Европейские сообщества и их государства-члены                                      | 20 ноября 1995                                                       | 1 июня 2000                                                          | —                                                                    |
| Королевство Марокко | Европейские сообщества и их государства-члены                                      | 26 февраля 1996                                                      | 1 марта 2000                                                         | —                                                                    |
| Тунисская Республика | Европейские сообщества и их государства-члены                                      | 17 июля 1995                                                         | 1 марта 1998                                                         | —                                                                    |

## Международные соглашения о сотрудничестве ЕС с другими государствами
| Официальное название государств (объединений государств), с одной стороны | Официальное название объединений государств, с другой стороны           | Дата подписания                                                         | Дата вступления в силу                                                  | Дата и основание потери в силу                                          |
| «'Соглашение о сотрудничестве (УС)»' (англ. Cooperation Agreement (CA)) | «'Соглашение о сотрудничестве (УС)»' (англ. Cooperation Agreement (CA)) | «'Соглашение о сотрудничестве (УС)»' (англ. Cooperation Agreement (CA)) | «'Соглашение о сотрудничестве (УС)»' (англ. Cooperation Agreement (CA)) | «'Соглашение о сотрудничестве (УС)»' (англ. Cooperation Agreement (CA)) |
| --- | ----------------------------------------------------------------------- | ----------------------------------------------------------------------- | ----------------------------------------------------------------------- | ----------------------------------------------------------------------- |
| Княжество Андорра | Европейские Сообщества                                                  | 15 ноября 2004                                                          | 1 июля 2005                                                             | —                                                                       |
| Йеменская Республика | Европейские Сообщества                                                  | 25 ноября 1997                                                          | 1 июля 1998                                                             | —                                                                       |
| Социалистическая Республика Вьетнам | Европейские Сообщества                                                  | 17 июля 1995                                                            | 1 июня 1996                                                             | —                                                                       |
| Совет сотрудничества арабских государств Персидского залива | Европейское экономическое сообщество                                    | 15 июня 1988                                                            | 1 января 1990                                                           | —                                                                       |
| Сирийская Арабская Республика | Европейское экономическое сообщество                                    | 18 января 1977                                                          | 1 ноября 1978                                                           | —                                                                       |
| Арабская Республика Египет | Европейское экономическое сообщество                                    | 18 января 1977                                                          | 1 ноября 1978                                                           | 1 июня 2004 (вступление в силу ЕСУА)                                    |
| Королевство Марокко | Европейское экономическое сообщество                                    | 27 апреля 1976                                                          | 1 ноября 1978                                                           | 1 марта 2000 (вступление в силу ЕСНУА)                                  |
| Алжирская Народная Демократическая Республика | Европейское экономическое сообщество                                    | 26 апреля 1976                                                          | 1 ноября 1978                                                           | 1 сентября 2005 (вступление в силу ЕСУА)                                |
| Тунисская Республика | Европейское экономическое сообщество                                    | 25 апреля 1976                                                          | 1 ноября 1978                                                           | 1 марта 1998 (вступление в силу ЕСНУА)                                  |
| «'Соглашение о сотрудничестве и финансовый протокол (УСФП)»' (англ. Cooperation Agreement and Financial Protocol (CAFP)) |                                                                         |                                                                         |                                                                         |                                                                         |
| Республика Северная Македония (Бывшая Югославская Республика Македония) | Европейские Сообщества                                                  | 29 апреля 1997                                                          | 1 января 1998                                                           | 1 апреля 2004 (вступление в силу ССА)                                   |
| «'Соглашение о партнерстве и сотрудничестве (СПС)»' (англ. Partnership and Cooperation Agreement (PCA)) |                                                                         |                                                                         |                                                                         |                                                                         |
| Республика Ирак | Европейский Союз и его государства-члены                                | 11 мая 2012                                                             | —                                                                       | —                                                                       |
| Республика Узбекистан | Европейские Сообщества и их государства-члены                           | 21 июня 1996                                                            | 1 июля 1999                                                             | —                                                                       |
| Азербайджанская Республика | Европейские Сообщества и их государства-члены                           | 22 апреля 1996                                                          | 1 июля 1999                                                             | —                                                                       |
| Республика Армения | Европейские Сообщества и их государства-члены                           | 22 апреля 1996                                                          | 1 июля 1999                                                             | —                                                                       |
| Грузия | Европейские Сообщества и их государства-члены                           | 22 апреля 1996                                                          | 1 июля 1999                                                             | 1 июля 2016 (вступление в силу СА)                                      |
| Республика Беларусь | Европейские Сообщества и их государства-члены                           | 3 июня 1995                                                             | —                                                                       | —                                                                       |
| Кыргызская Республика | Европейские Сообщества и их государства-члены                           | 9 февраля 1995                                                          | 1 июля 1999                                                             | —                                                                       |
| Республика Казахстан | Европейские Сообщества и их государства-члены                           | 23 января 1995                                                          | 1 июля 1999                                                             | —                                                                       |
| Республика Молдова | Европейские Сообщества и их государства-члены                           | 28 ноября 1994                                                          | 1 июля 1998                                                             | 1 июля 2016 (вступление в силу СА)                                      |
| Украина | Европейские Сообщества и их государства-члены                           | 14 июня 1994                                                            | 1 марта 1998                                                            | 1 января 2016 1 сентября 2017 (вступление в силу СА)                    |
| «'Соглашение о партнерстве и сотрудничестве по налаживанию партнерских отношений (УПСП)»' (англ. Agreement on Partnership and Cooperation Establishing a Partnership / Partnership and Cooperation Agreement Establishing a Partnership (APCEP)) |                                                                         |                                                                         |                                                                         |                                                                         |
| Республика Таджикистан | Европейские Сообщества и их государства-члены                           | 11 октября 2004                                                         | 1 января 2010                                                           | —                                                                       |
| Туркменистан | Европейские Сообщества и их государства-члены                           | 25 мая 1998                                                             | —                                                                       | —                                                                       |
| Российская Федерация | Европейские Сообщества и их государства-члены                           | 24 июня 1994                                                            | 1 декабря 1997                                                          | —                                                                       |
| «'Экономическое партнерство, политическая координация и соглашение о сотрудничестве (ЕППКУС)»' (англ. Economic Partnership, Political Coordination and Cooperation Agreement (EPPCCA))                                                           |                                                                         |                                                                         |                                                                         |                                                                         |
| Мексиканские Соединенные Штаты | Европейские Сообщества и ее государства-члены                           | 8 декабря 1997                                                          | 1 октября 2000                                                          | —                                                                       |
| «'Рамочное соглашение о сотрудничестве (РУС)»' (англ. Cooperation Framework Agreement (FCA)) |                                                                         |                                                                         |                                                                         |                                                                         |
| Мексиканские Соединенные Штаты | Европейское экономическое сообщество                                    | 25 апреля 1991                                                          | 1 ноября 1991                                                           | 1 октября 2000 (вступление в силу ЕППКУС)                               |
| «'Рамочное соглашение о партнерстве и сотрудничестве (РУПС)»' (англ. Framework Agreement on Partnership and Cooperation (FAPC)) |                                                                         |                                                                         |                                                                         |                                                                         |
| Республика Филиппины | Европейский Союз и его государства-члены                                | 11 июля 2012                                                            | —                                                                       | —                                                                       |
| «'Соглашение о торговле, развитии и сотрудничестве (УТРС)»' (англ. Agreement on Trade, Development and Cooperation (ATDC)) |                                                                         |                                                                         |                                                                         |                                                                         |
| Южно-Африканская Республика | Европейские Сообщества и их государства-члены                           | 11 октября 1999                                                         | 1 мая 2004                                                              | —                                                                       |
| «'Соглашение о торговле и экономическом сотрудничестве (УТЕС)»' (англ. Agreement on Trade and Economic Cooperation (ATEC)) |                                                                         |                                                                         |                                                                         |                                                                         |
| Монголия | Европейское экономическое сообщество                                    | 16 июня 1992                                                            | 1 марта 1993                                                            | 01.11.2017 вступил в силу                                               |
| «'Соглашение о торговле и коммерческом и экономическом сотрудничестве (УТКЕС)»' (англ. Agreement on Trade and Commercial and Economic Cooperation (ATCEC))                                                                                       |                                                                         |                                                                         |                                                                         |                                                                         |
| Республика Албания | Европейское экономическое сообщество                                    | 11 мая 1992                                                             | 1 декабря 1992                                                          | 1 апреля 2009 (вступление в силу ССА)                                   |
| «'Соглашение о расширенном партнерстве и сотрудничестве (СРПС)»' (англ. Enhanced Partnership and Cooperation Agreement (EPCA)) |                                                                         |                                                                         |                                                                         |                                                                         |
| Республика Казахстан | Европейский союз и его государства-члены                                | 21 декабря 2015                                                         | 1 марта 2020                                                            | —                                                                       |

## Европейская политика соседства
Европейская политика соседства включает сотрудничество с такими странами, как Алжир, Азербайджан, Армения, Беларусь, Грузия, Египет, Израиль, Иордания, Ливан, Ливия, Марокко, Молдова, Палестинская Автономия, Россия (через договор о 4 общих пространствах), Сирия, Тунис и Украина.

### Соглашения ЕС о свободной торговле

Соглашения ЕС о свободной торговле
Европейский союз
Соглашение в силе
Соглашение применяется временно
Соглашение подписано, но не применяется
Соглашение парафировано, но не подписано
Соглашение находится в стадии переговоров
Переговоры по соглашению приостановлены
Нет соглашения, нет официальных переговоров

- Албания — соглашение о стабилизации и ассоциации (2009)
- Алжир — соглашение об ассоциации (2005)
- Андорра — Таможенный союз (1991)
- Босния и Герцеговина — соглашение о стабилизации и ассоциации (2015)
- Грузия — соглашение об ассоциации (2016)
- Египет — соглашение об ассоциации (2004)
- Израиль — соглашение об ассоциации (2000)
- Иордания — соглашение об ассоциации (2002)
- Исландия — ЕЭЗ (1994)
- Канада — соглашение об ассоциации (2013)
- Республика Косово — соглашение о стабилизации и ассоциации (подписано в 2015 году, в ожидании ратификации и вступления в силу)
- Ливан — соглашение об ассоциации (2006)
- Лихтенштейн — ЕЭЗ (1994)
- Республика Македония — соглашение о стабилизации и ассоциации (2001)
- Марокко — соглашение об ассоциации (2000)
- Монако — Таможенный союз (1968)
- Молдавия — соглашение об ассоциации (2016)
- Мексика — соглашение об ассоциации (2000)
- Норвегия — ЕЭЗ (1994)
- Палестинская автономия — временное соглашение об ассоциации (1997)
- Сан-Марино — Таможенный союз (2002)
- Сербия — соглашение о стабилизации и ассоциации (2011)
- Тунис — соглашение об ассоциации (1998)
- Турция — Таможенный союз (1995)
- Украина — соглашение об ассоциации (2017, временное применение с 1 января 2016 года[64])
- Фарерские острова — как автономный субъект Дании (1997)
- Черногория — соглашение о стабилизации и ассоциации (2010)
- Чили — соглашение об ассоциации (2003)
- Швейцария — соглашение о свободной торговле (1973)
- Южная Корея — соглашение о свободной торговле (2011)
- Южно-Африканская Республика — соглашение об ассоциации (2000)

#### В настоящее время на стадии переговоров
- Колумбия — соглашение об ассоциации
- Эквадор — соглашение об ассоциации
- Перу — соглашение об ассоциации
- Саудовская Аравия — соглашение о свободной торговле
- Сирия — соглашение об ассоциации
- Страны ССАГПЗ — соглашение о свободной торговле
- Страны — участницы Меркосур — соглашение об ассоциации
- Страны — участницы Центральноамериканского общего рынка — соглашение об ассоциации

### Соглашения ЕС о партнерстве
В настоящее время на стадии ратификации:
- Армения — соглашение о всеобъемлющем и расширенном партнерстве (2017)[65]